# Gabino Bugallal
Gabino Bugallal Araújo,  II Conde de Bugallal (Puenteareas, España, 19 de febrero de 1861 - París, Francia, 31 de mayo de 1932) fue un jurisconsulto y político español.

## Carrera política

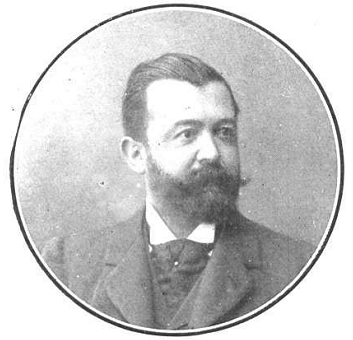
Gabino Bugallal, fotografiado por Manuel Compañy (c. 1902)

Diputado desde los 25 años, fue nombrado ministro en diversas ocasiones entre 1902 y 1920. En este año sustituyó a Bergamín como ministro de Gobernación y adoptó una política de mano dura contra la conflictividad social. 
Partidario de medidas represivas, llegó a tolerar la aplicación de la Ley de fugas. Ocupó interinamente la jefatura del Gobierno tras el asesinato de Eduardo Dato y, en contra de la voluntad de Maura, intentó crear un Gobierno conservador homogéneo. 
Monárquico conservador, durante la dictadura de Miguel Primo de Rivera mantuvo su adhesión al rey Alfonso XIII. Ministro de Economía Nacional en 1931, ante el masivo apoyo electoral a la República, fue el único junto a Juan de la Cierva que apoyó el uso de la fuerza para defender la monarquía. 
Falleció en el parisino Hotel Savoy el 31 de mayo de 1932.